# Remington MSR
O Modular Sniper Rifle, ou MSR, é um fuzil de precisão de ação por ferrolho desenvolvido e produzido pela Remington Arms para o Exército dos Estados Unidos. Foi introduzido em 2009 e foi projetado para atender aos requisitos específicos do Exército dos Estados Unidos e do Comando de Operações Especiais dos Estados Unidos Precision Sniper Rifle. O MSR inicialmente ganhou a competição PSR, e foi chamado de Remington Mk 21 Precision Sniper Rifle no serviço militar dos EUA. No entanto, foi então decidido que o Mk 21 não estava em conformidade com os requisitos do Comando de Operações Especiais dos Estados Unidos na época em 2018, e o programa foi re-competido com o Barrett MRAD selecionado em 2019 como a solução Mk 22 Advanced Sniper Rifle.

## História
Em 7 de março de 2013, MSR foi declarado o vencedor da competição Precision Sniper Rifle. Remington anunciou que o MSR havia vencido em 8 de março e foi confirmado publicamente em 9 de março. Seguiu-se um contrato de US$ 79,7 milhões para 5.150 fuzis com supressores, juntamente com 4.696.800 cartuchos de munição a serem fornecidos nos próximos dez anos. O contrato foi concedido em 12 de setembro de 2013. A Remington Defense produz os fuzis de precisão e utiliza duas outras empresas para outros componentes do sistema, com Barnes Bullets para munição e Advanced Armament Corporation para freios de boca e supressores; todas as três empresas são subsidiárias do Freedom Group Incorporated.
Em 2015, o Exército dos EUA estava considerando o PSR para substituir o Rifle de Sniper .300 Winchester Magnum M2010 Enhanced e o Fuzil de Sniper de Longo Alcance .50 BMG M107 para snipers regulares, embora nenhuma decisão tenha sido tomada. O Corpo de Fuzileiros Navais dos Estados Unidos também estava considerando o Mk 21 para substituir seu fuzil sniper M40A5, mas é improvável que adote o Mk 21 devido ao maior custo do sistema, particularmente a munição, em comparação com o 7,62mm OTAN M40A5.

## Ficha técnica
• Calibre: 7,62X51 mm, 338 Lapua Magnum, 300 Winchester Magnum e 338 Norma Magnum
• Operação: Repetição por ação de ferrolho.
•Comprimento: 1,17 m com a coronha estendida.
• Comprimento do cano: 508mm (20 polegadas)", 559mm (22 polegadas)", 610mm (24
polegadas) e 686mm (27 polegadas) em todos os calibres disponíveis.
• Capacidade: Carregador com 5 ou 10 munições em todos os calibres disponíveis. • Mira: Telescópica S&B PM II, 5-25X ou uma das disponíveis da família Leupold Mark 4.
• Peso: 7,71 Kg (completo) • Velocidade do projétil: 7,62X51 mm: 833 m/seg ; 300 Winchester Magum: 990 m/seg; 338
Lapua Magnum: 1005 m/seg; 338 Norma Magnum: 979 m/seg • Alcance efetivo: Variável conforme o calibre: 800 metros no 7,62X51 mm a 1500 metros com o 338 lapua Magnum.

## Usuários
- Argélia: Forças Especiais da Argélia.[carece de fontes?]
- Brasil: Comando de Operações Especiais.[carece de fontes?]
- Colômbia: Forças Especiais Colombianas.[8]
- França: Exército francês.[carece de fontes?]
- Israel: Unidade de aquisição "Metzada" do Serviço Prisional de Israel.[carece de fontes?]
- Itália: Forças Armadas Italianas.[carece de fontes?]
- México: Forças Especiais do México contra o narcotráfico.[carece de fontes?]
- Turquia: Usado por Ofensa Subaquática (Forças Armadas Turcas), Comando Geral da Gendarmerie e Comando das Forças Especiais (Turquia).[9][10]
- Estados Unidos: USSOCOM, primeiro vencedor da competição Precision Sniper Rifle, posteriormente excluído por não conformidade.[11]